# Lottenweiler
Der Ort Lottenweiler liegt rund eineinhalb Kilometer nördlich von Ailingen. Er gehört zum Ortsteil Ailingen der Stadt Friedrichshafen.

## Geschichte
Zwar wurde in ersten Urkunden des Klosters St. Gallen ein gewisser Lotto, der im Ort Lottenweiler mehrfach als Zeuge für Schenkungen an das Kloster erwähnt. Deshalb schätzt man das eigentliche Alter des Ortes auf rund 1200 Jahre. Eine für den Ort nachweisbare Urkunde belegt das Jahr 1192, das von Historikern als offizielles Datum herangezogen wird.
- 771: Erstmalige Erwähnung des Namensgebers des Weilers Lotto bei Schenkungen an das Kloster St. Gallen
- 1192: Urkundliche Erwähnung der Besitzübergabe des Ortes Lothinwilare an das Kloster Kreuzlingen
- 1262 wird bereits der Ursprung des Orts (in Unterlottenweiler gelegen) als Lotenwilar und Lontewiler superius für Oberlotenweiler erwähnt
- 1544: Zählung der Einwohner und Steuerzahler: Oberlottenweiler 16 Steuerzahler, Unterlottenweiler 14 Steuerzahler
- 1802/1806: Bei der Säkularisation gingen die Lehen von der Kirche auf die Stadt über
- 1806: Die politische Zugehörigkeit wechselte von Vorderösterreich auf Württemberg

## Ortsteile

### Oberlottenweiler
Der Weiler Oberlottenweiler befindet sich heute an der L 328a zwischen Ailingen und Blankenried. Er besitzt sieben Hofstellen und rund ein Dutzend Wohnhäuser.

### Unterlottenweiler
Der Weiler Unterlottenweiler liegt rund 200 Meter westlich von Oberlottenweiler. Er ist mit rund einem Dutzend Hofstellen und etwa 40 Wohnhäusern der größere Ortsteil des Weilers Lottenweiler.

## Politik

### Früher
Seit alters her bildet der Weiler eine Pfarr- und Verwaltungsgemeinschaft mit dem Ort Ailingen. Der Ort war und ist bis heute stark landwirtschaftlich und handwerklich geprägt. Eine eigene Kirche, Gasthaus, Rathaus oder andere nach außen orientierte Gewerbe gibt es nicht.

### Heute
Seit Eingemeindung des Ortes Ailingen in die Stadt Friedrichshafen wird der Ortsteil Lottenweiler vom Rathaus Ailingen verwaltet. Die Bürger wählen dabei in unechter Teilortswahl den Ortschaftsrat Ailingen und den Gemeinderat der Stadt Friedrichshafen. Ortsvorsteher ist seit August 2016 Herr Georg Schellinger.

## Vereine

### Brauchtum
Lottenweiler besitzt seit 1952 wieder eine sehr aktive Narrenzunft.

### Sport
Lottenweiler hat einen Fußballclub und einen kleinen Fußballplatz.